# Severino Lojodice
Severino Lojodice (ur. 25 października 1933 w Mediolanie, zm. 19 września 2023) – włoski piłkarz, grający na pozycji pomocnika.

## Kariera piłkarska

### Kariera klubowa
Wychowanek klubu Fanfulla. W 1953 rozpoczął karierę piłkarską w drużynie Cremonese. Potem występował w klubach Monza i Roma. W sezonie 1959/60 bronił barw Juventusu. Następnie do 1968 grał w klubach Sampdoria, Brescia, ponownie Monza, Cinisello i Pro Sesto.

### Kariera reprezentacyjna
W latach 1956–1957 występował w młodzieżowej reprezentacji Włoch.

## Sukcesy i odznaczenia

### Sukcesy klubowe
Cremonese
- mistrz IV Serie: 1953/54

Juventus
- mistrz Włoch (1x): 1959/60
- zdobywca Pucharu Włoch (1x): 1959/60